# 프랑스 극동 전대

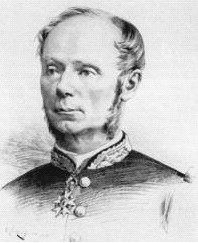
아메데 쿠르베 제독 (1827–85)

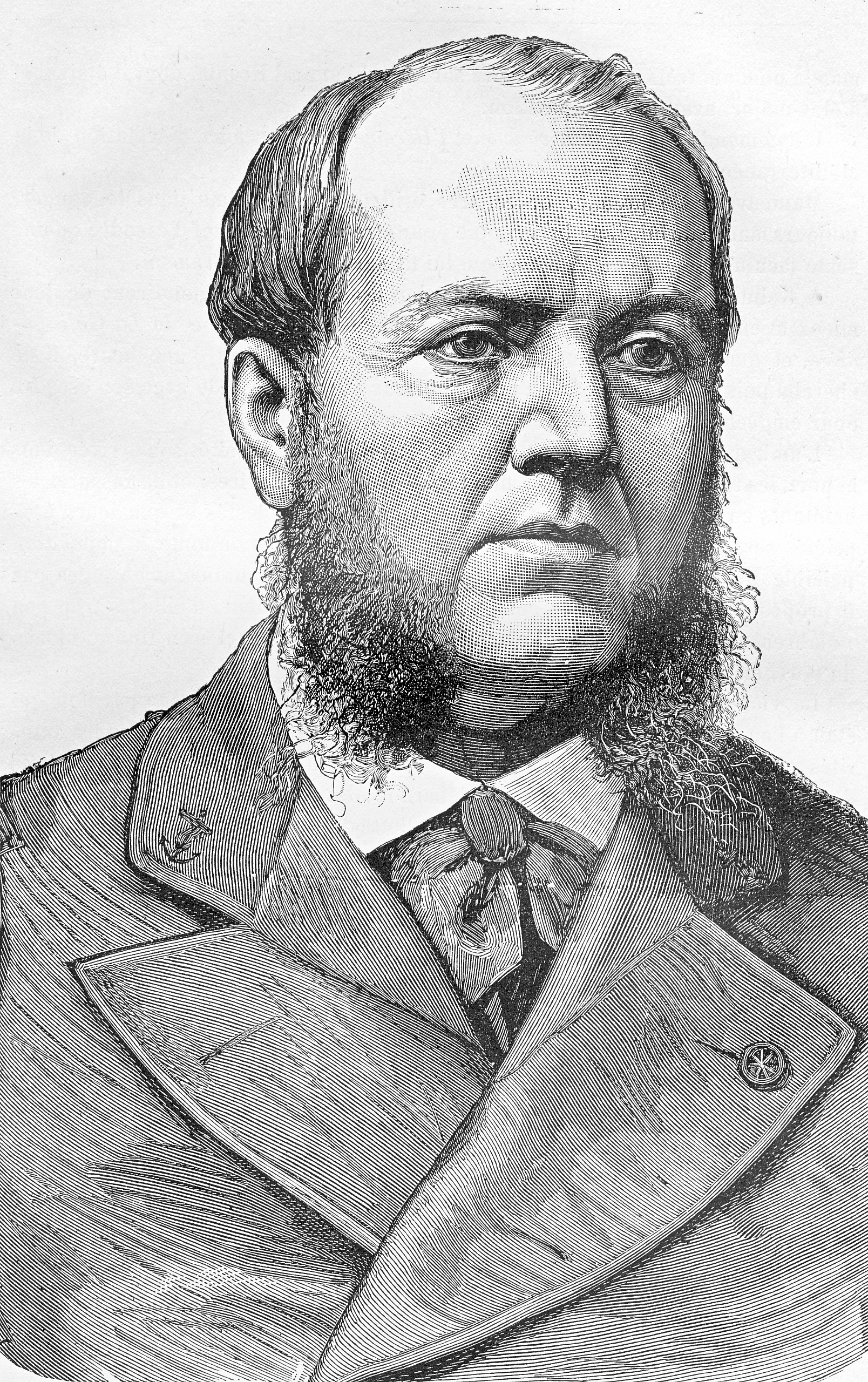
세바스티앙 레스페 제독 (1828–97)

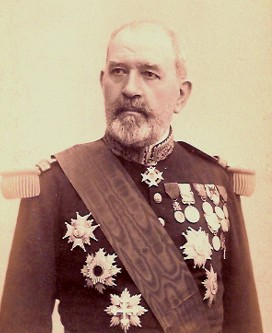
아드리앙 루이 리외니에 제독 (1833–1918)

프랑스 극동 전대(프랑스어: escadre de l'Extrême-Orient)는 청불 전쟁 기간(1884년 8월 – 1885년 4월)에 특별 편성된 해군 함대였다.

## 배경
1882년 극동에 대한 프랑스의 관심사는 사이공에 기반을 둔 코친차이나 해군과 요코하마에 기반을 둔 극동 해군, 이 두 개의 해군에 의해 보호되었다. 코친차이나 해군 사단(division navale de Cochinchine)은 싱가포르와 하이난 해협과 코친차이나와 캄보디아의 강을 따라 해안 항행을 감시하는 책임을 졌다. 극동 해군 사단(division navale de l'Extrême-Orient)은 중국과 일본 주변의 연안과 바다를 책임졌다.
1882년 4월, 통킹에서 앙리 리비에르의 개입은 코친차이나 해군 사단의 선단의 지원을 받았다. 리비에르가 꺼우저이 전투에서 패배해서 사망한 이후 프랑스가 통킹에 대한 증원을 강화함에 따라 1883년 5월 말 통킹만 순찰을 위한 해군 사단이 설립되었다. 이 새로운 통킹 연안 해군 사단 사령관의 임무가 아메데 쿠르베 제독에게 주어졌다. 운송선과 포함으로 구성된 통킹 선단(flotille de Tonkin)도 1883년 여름에 내륙작전을 위해 만들어졌으며, 여단장 알렉상드르 외젠 부에(1833-87)의 지휘하에 두었다.

## 구성
극동 편대는 통킹 연안 해군 사단과 극동 해군 사단의 합병에 의해 박러 매복 작전의 소식에 따라 1884년 6월 27일에 공식적으로 구성되었다. 통킹 연안 해군 사단은 1883년 7월부터 아메데 쿠르베 제독의 지휘하에 철갑함 바야르(Bayard, 기함)와 아떼롱트(Atalante), 순양함 샤토르노(Châteaurenault), 경프리깃 아믈랑(Hamelin)과 파스발(Parseval), 포함 렁스(Lynx), 비페르(Vipère), 아스픽(Aspic), 수송선 드락(Drac) 과 손(Saône) 그리고 45번과 46번 어뢰정으로 구성되어 있었다.
1884년 3월 이후 세바스티앙 레스페 제독의 지휘하에 있는 극동 해군 사단은 철갑함 라 갈리소니에(La Galissonnière, 기함)와 트리옹팡트(Triomphante), 순양함 데스탱(d'Estaing), 뒤귀에-트루앙(Duguay-Trouin) 및 볼타(Volta)와 포함 뤼탱(Lutin)으로 구성되었다. 새로운 전대는 쿠르베를 사령관으로, 레스페를 부사령관으로 두었다.

## 극동함대의 배

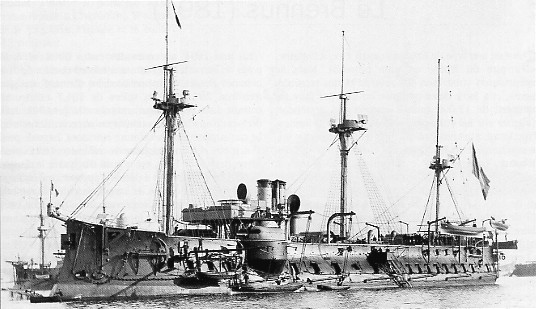
Bayard (5,915 tons), 쿠르베 제독의 기함
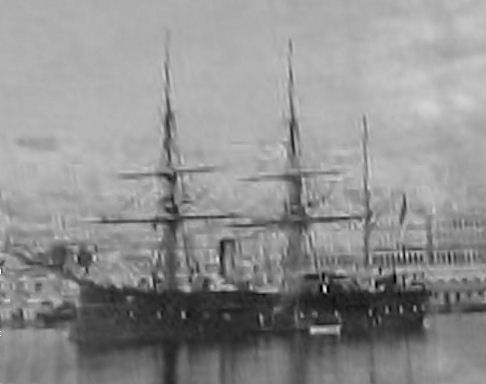
Atalante
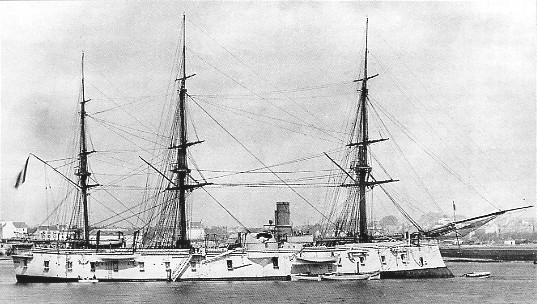
La Galissonnière (4,585 tons)
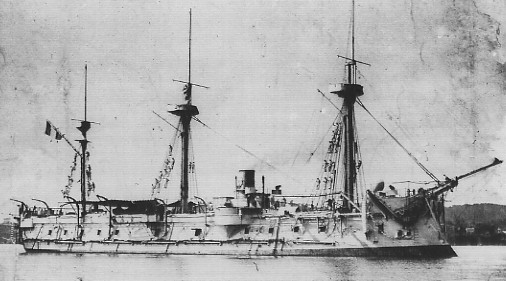
Triomphante (4,585 tons)
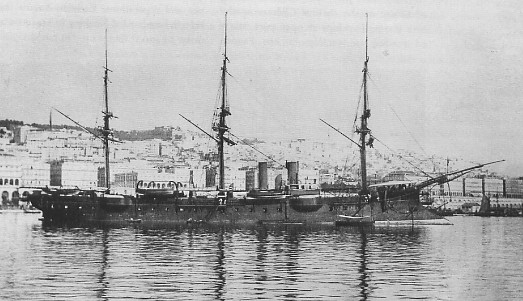
Duguay-Trouin (3,479 tons)
LapérouseLapérouse
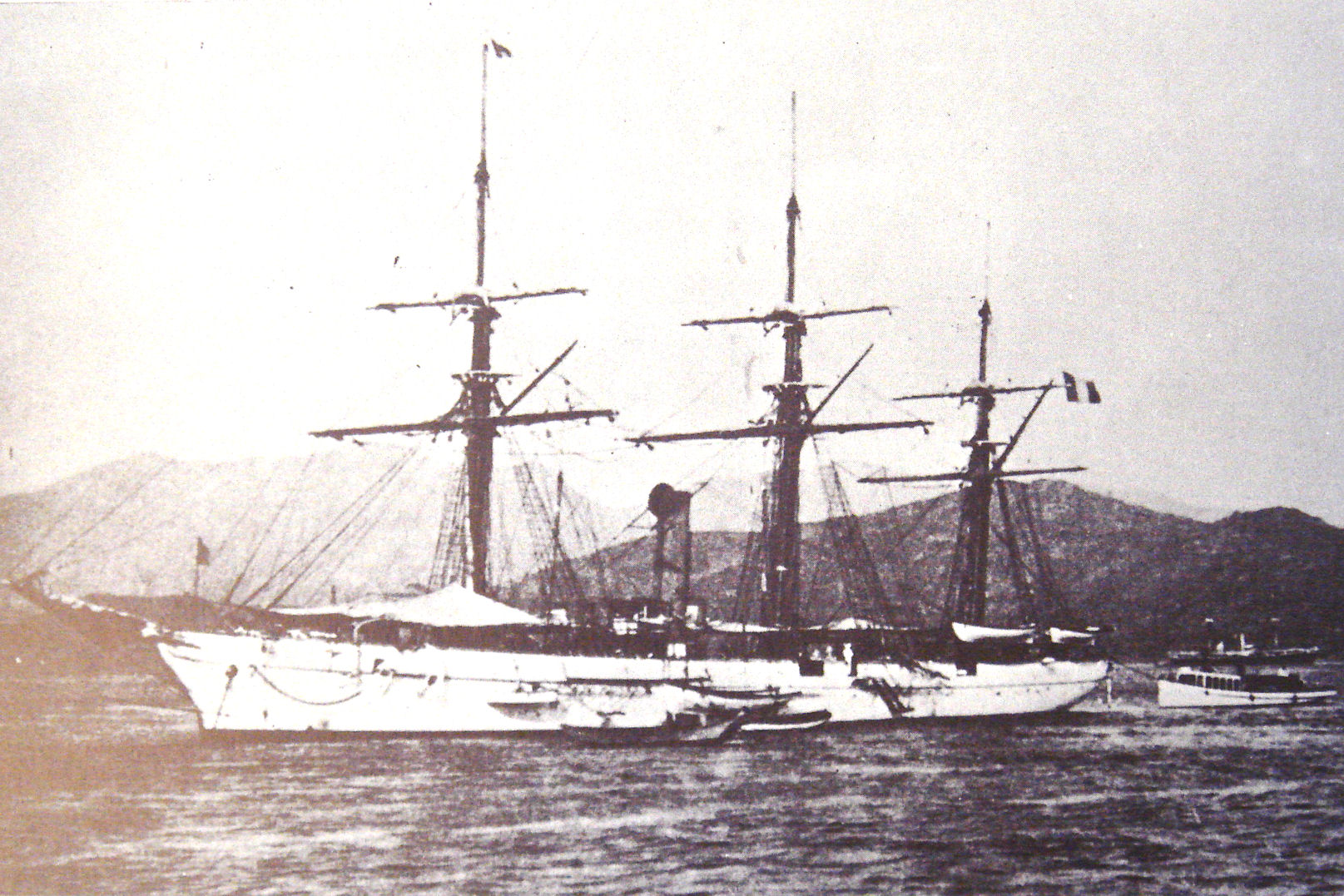
Volta
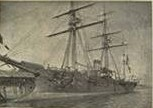
Nielly
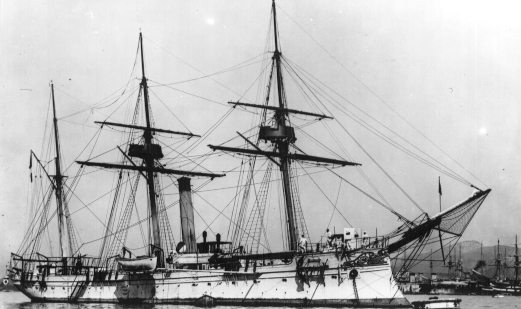
Parseval (870 tons)
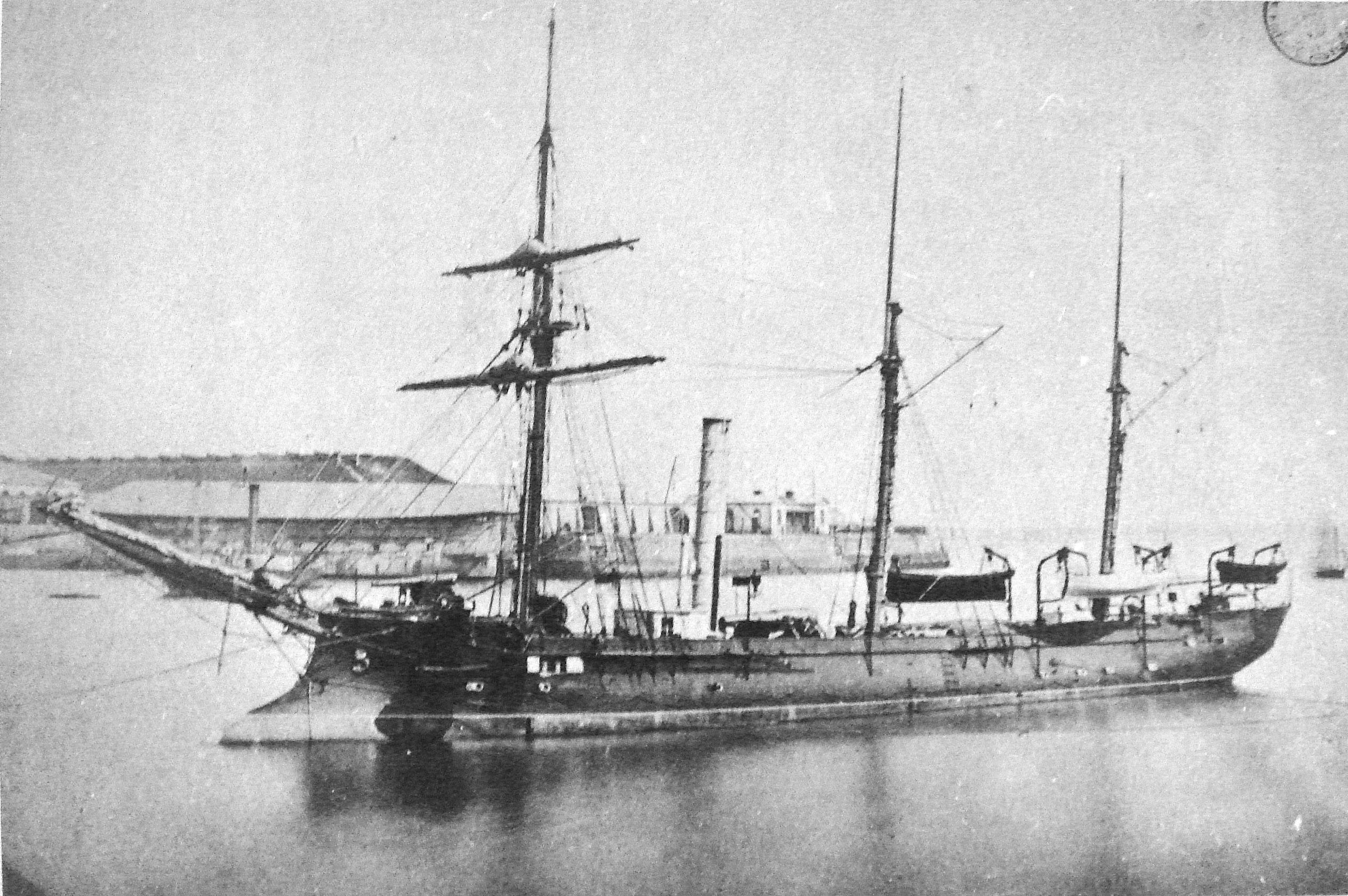
Lutin
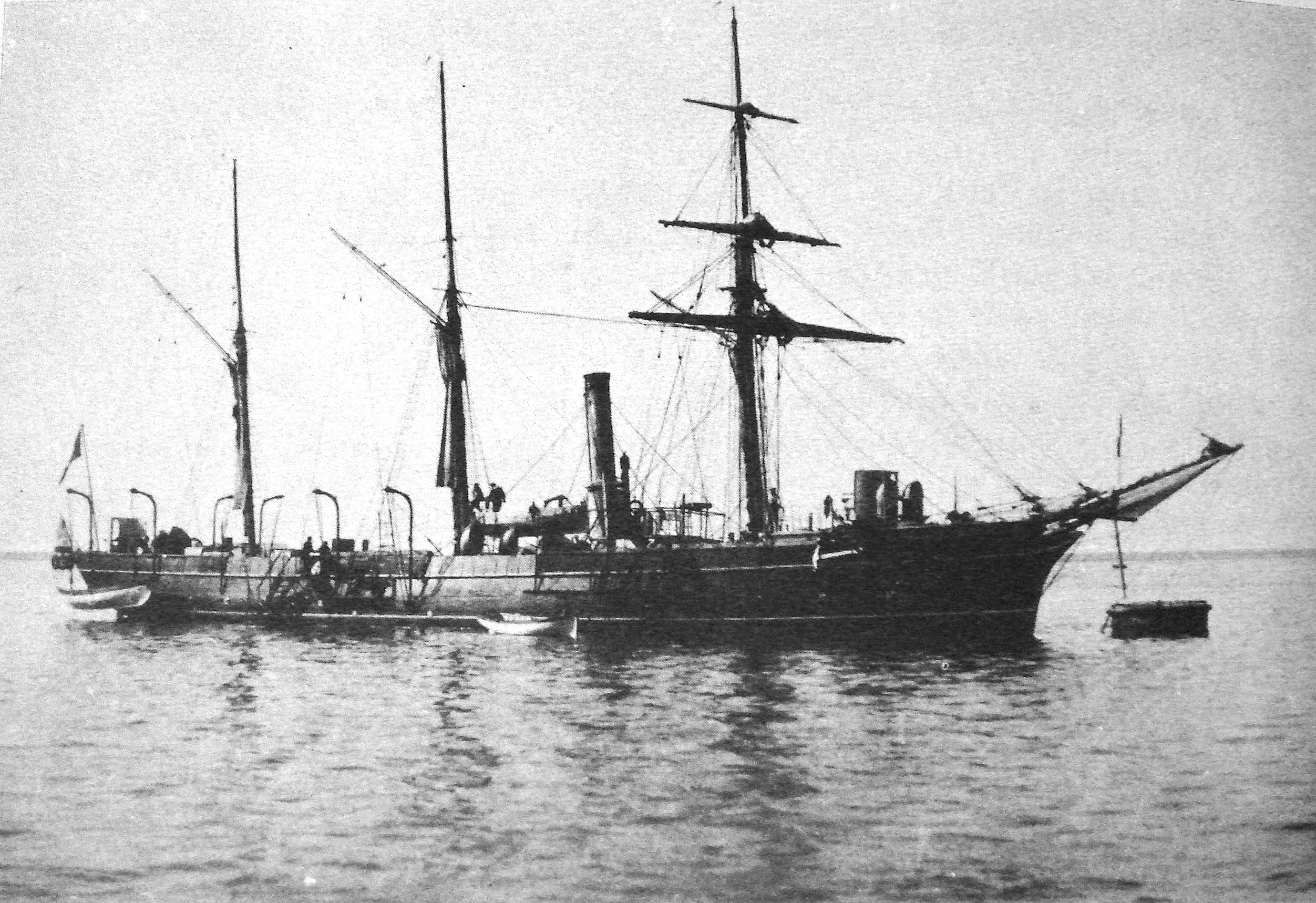
Comète
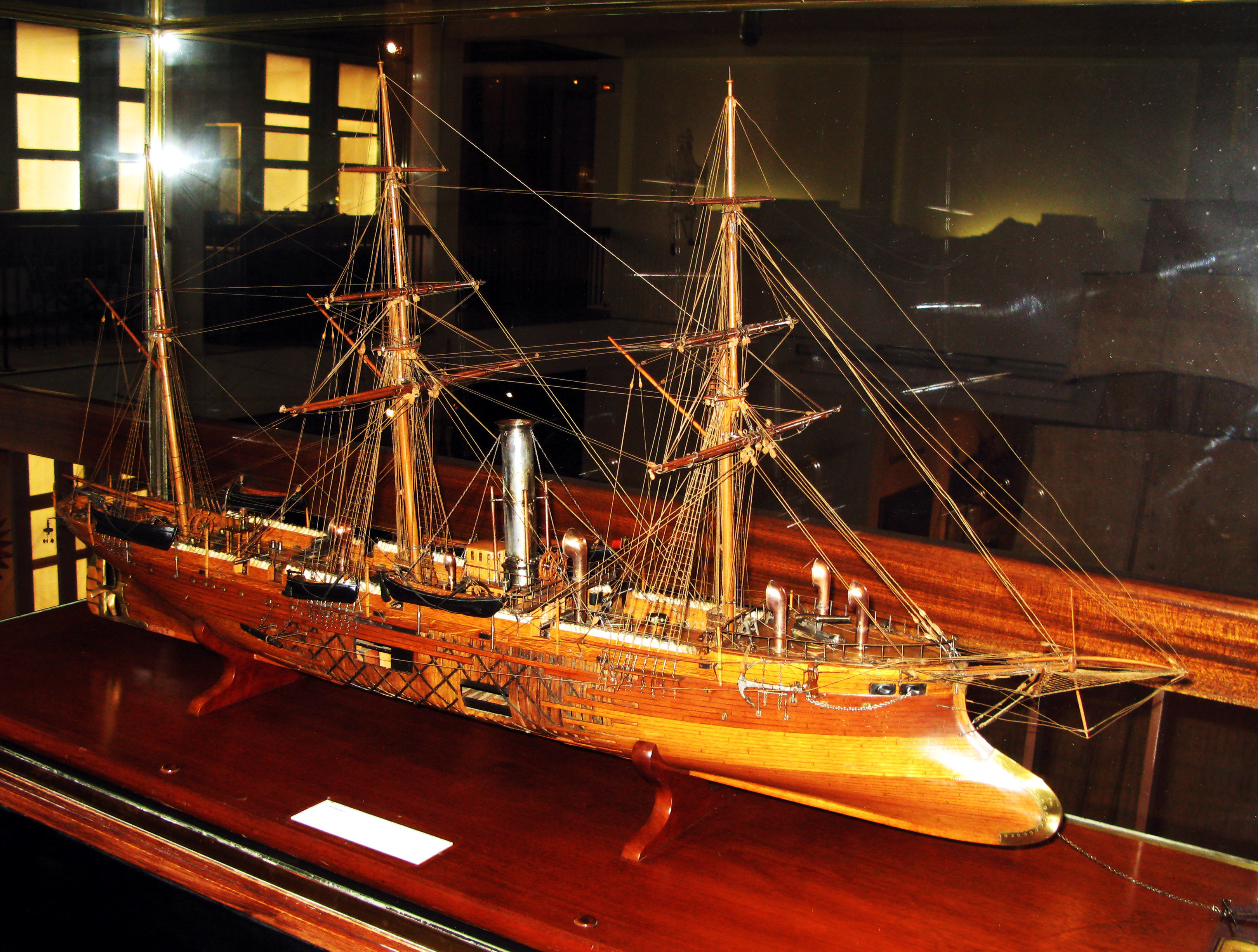
Éclaireur